# 크리스텔 칼릴
크리스텔 칼릴(Christel Khalil, 1987년 11월 30일 ~ )은 미국의 배우이다.